# Jü Sung
Jü Sung (čínsky:于頌, Pchin-jin: Yú Sòng), (* 6. srpna 1987 Čching-tao) je čínská zápasnice – judistka, bronzová olympijská medailista z roku 2016.

## Sportovní kariéra
Připravuje se v Čching-tao. Čínské ženské reprezentaci se pohybuje s přestávkami od roku 2005 v těžké váze nad 78 kg. Na post reprezentační jedničky se prosadila teprve s blížícími se olympijskými hrami v Riu v roce 2016. Její předností je schopnost provádět strhy a nožní techniky na pravou i levou stranu. Jako úřadující mistryně světa v semifinále olympijského turnaje pustila minutu před koncem Francouzce Emilii Andéolové svůj pravý límec a upadla po technice o-uči-gari na ippon. V souboji o třetí místo nastoupila proti Korejce Kim Min-čong, kterou v poslední minutě poslala technikou o-soto-gari na ippon a získala bronzovou olympijskou medaili.

### Vítězství
- 2010 – 2x světový pohár (Suwon, Čching-tao)
- 2011 – 1x světový pohár (São Paulo)
- 2012 – 2x světový pohár (Čching-tao, Čedžu)
- 2013 – turnaj mistrů (Ťumeň)
- 2014 – 3x světový pohár (Záhřeb, Abú Dhabí, Čching-tao)
- 2015 – 2x světový pohár (Tbilisi, Čching-tao), turnaj mistrů (Rabat)
- 2016 – 2x světový pohár (Řím, Čching-tao)

## Výsledky

### Váhové kategorie
| Turnaj            | 2005       | 2006       | 2007       | 2008       | 2009       | 2010       | 2011       | 2012       | 2013       | 2014       | 2015       | 2016       | 2017       |
| Turnaj            | 18         | 19         | 20         | 21         | 22         | 23         | 24         | 25         | 26         | 27         | 28         | 29         | 30         |
| Turnaj            | těžká váha | těžká váha | těžká váha | těžká váha | těžká váha | těžká váha | těžká váha | těžká váha | těžká váha | těžká váha | těžká váha | těžká váha | těžká váha |
| ----------------- | ---------- | ---------- | ---------- | ---------- | ---------- | ---------- | ---------- | ---------- | ---------- | ---------- | ---------- | ---------- | ---------- |
| Olympijské hry    |            |            |            | —          |            |            |            | —          |            |            |            | 3.         |            |
| Mistrovství světa | —          |            | —          |            | —          | —          | —          |            | —          | —          | 1.         |            | 1.         |
| Asijské hry       |            | —          |            |            |            | —          |            |            |            | —          |            |            |            |
| Mistrovství Asie  | 2.         |            | —          | —          | —          |            | —          | —          | —          |            | 1.         | —          | —          |
| Univerziáda       |            |            | —          |            | —          |            | —          |            | —          |            | —          |            |            |

### Bez rozdílu vah
| Mistrovství světa | —  |  | — | — |   | úč. | —   |  |   |  |   |  | — |  |  |  |  |  |  |  |  |  |  |  |  |
| Mistrovství Asie  | 3. |  | — | — | — |     |     |  |   |  |   |  |   |  |  |  |  |  |  |  |  |  |  |  |  |
| Univerziáda       |    |  | — |   | — |     | úč. |  | — |  | — |  |   |  |  |  |  |  |  |  |  |  |  |  |  |